# Пролетарський район (Ростов-на-Дону)
Пролетарський район (рос. Пролетарский район) — один з районів Ростова-на-Дону (Росія). Утворений в 1929 році. Складається, в свою чергу, з Нахічевані, Олександрівки, Берберовки.

## Історія
14 листопада 1779 Грамотою російської імператриці Катерини II вірменам-переселенцям з Криму було дозволено заснувати «особливе місто при урочищі Полуденка» поблизу стін російської фортеці Святого Димитрія Ростовського. Так витіснені з Кримського ханства християни утворили в низинах Дону своє місто, названий Hop-Нахічевань.
У 1782 році населення Hop-Нахічевані становило вже 4 тисячі жителів. У лютому 1828 місто було офіційно включено до складу Російської імперії і перейменовано: з його назви було вилучено приставка «Нор», він став називатися «Нахічевань-на-Дону». У цей період почалося бурхливе зростання промислової бази міста, розвивалася торгівля, ремесла, відкривалися перші навчальні заклади. У 1825 році в Нахічевані було вже 33 фабрики - рибних, салотопенних, горілчаних, шкіряних, бавовняних.
Кордон між двома містами - Ростовом і Нахічеванню - завжди був і вважався суто умовним. На початку двадцятих років минулого століття в донський столиці проживало в цілому більше 350 тисяч чоловік. І цілком закономірним стало урядове рішення, яким обидва міста були об'єднані в один - Ростов-на-Дону. 28 грудня 1928 розділова риса, що проходила по Театральній площі, перестала існувати, а в 1929 році на території Нахічевані був утворений один з найбільших у місті - Пролетарський район.
У 1961 році району була підпорядкована станиця Олександрівська та включена до складу м. Ростова-на-Дону.

## Економіка
Багатогалузева, історично сформована промислово-економічна база Нахічевані стала основою розвитку Пролетарського району. Сьогодні в Пролетарському районі понад шість тисяч господарюючих суб'єктів, значну частину яких складають суб'єкти малого бізнесу, тридцять два великих і середніх підприємства, більшість яких працює стабільно і ефективно.
До числа найбільш успішно діючих належать виробничі колективи ЗАТ «Ростовгазоапарат», ЗАТ «Емпілс», ВАТ «КОЛФІ», ВАТ «Ростовський борошномельний завод», ВАТ «Донська кондитерська фабрика», ЗАТ «Ростовська іграшка», ВАТ «Червоний Аксай», ВАТ «Ростшампанкомбінат» і багато інших підприємств. Тут зосереджені основні системи життєзабезпечення та управління господарською та житлово-комунальною інфраструктурою міста: міський водоканал, міськелектромережі, міськгаз, електрозв'язок.

## Культура
У Пролетарському районі велика кількість навчальних закладів, спортивних залів, установ культури, театрів і концертних майданчиків.
Стара Нахічевань і сьогодні полонить неповторною своєрідністю своїх вулиць і затишних двориків, житлових і громадських будівель, великою кількістю зелених насаджень, парків та площ. Більшість будов, зведені в кінці XVIII - першій половині XIX століття, визнані унікальними, відреставровані і знаходяться під захистом держави - зараз тут налічується більше 150 пам'яток архітектури та зодчества, виконаних у стилі модерн, бароко, російського класицизму.
На території району розташоване старовинне Вірменське кладовище.